# Andrena purpureomicans
Andrena purpureomicans är en biart som beskrevs av Johann Dietrich Alfken 1935. Andrena purpureomicans ingår i släktet sandbin, och familjen grävbin. Inga underarter finns listade i Catalogue of Life.